# 許箎
許箎（1422年—？），字仲樂，直隸常州府無錫縣人，民籍。明朝政治人物。進士出身。

## 生平
應天府鄉試第十六名。正統十年（1445年）乙丑科會試第八十二名，殿試登進士第三甲第二名。

## 家族
曾祖許開。祖父許敏才。父亲許恭，曾任德清縣學訓導。